# Charles Plowden
Compléments
Plowden est le 'refondateur' de la Compagnie de Jésus en Angleterre, au XIXe siècle
Charles Plowden, né le 1er mai 1743 à Plowdenhall, Salop (Angleterre) et mort le 13 juin 1821 à Jougne (France), était un prêtre jésuite anglais. Prédicateur de renom et controversiste apprécié, il est surtout connu comme celui qui organisa la renaissance de la Compagnie de Jésus en Angleterre, avant même sa restauration universelle de 1814.

## Biographie
Né le 1er mai 1743 au manoir familial (Plowden Hall) d’une famille catholique de vieille souche, Charles eut pour parents William Ignace et Françoise Plowden. Comme beaucoup d’autres adolescents le jeune Charles est envoyé sur le continent pour obtenir une éducation jésuite. De 1754 à 1759 il étudie au collège anglais de Saint-Omer. 
Le 7 septembre 1759 il entre au noviciat des jésuites anglais en exil, à Watten (France). Il poursuit sa formation d’humanités classiques (1763-1764) et de philosophie (1767-1769) à Bruges dans les Pays-Bas méridionaux. Les études de théologie se font à Rome (1769-1770), où il est ordonné prêtre le 30 septembre 1770, et se terminent à Bologne (1770-1771). 
Envoyé au collège anglais de Bruges (c'est-à-dire le collège anglais de Saint-Omer expulsé de France), il y est professeur lorsque la Compagnie de Jésus est supprimée universellement (1773) par le pape Clément XIV. Comme beaucoup d’autres jésuites il passe quelques mois en prison, les autorités des Pays-Bas autrichiens exécutant avec sévérité la mesure pontificale. Libéré, Plowden rejoint le corps professoral de l’Académie anglaise de Liège (1774-1776) qui n’est autre que le même collège anglais de Saint-Omer qui, expulsé de France puis de Bruges, fut reçu par le prince-évêque de Liège,  François-Charles de Velbrück, et placé sous sa protection directe. 
En Angleterre il fut durant quelques années chapelain à Ellingham, au Northumberland, (1781-1784) et précepteur au château de Lulworth au Dorset (1784-1794). Lorsque l’Académie de Liège déménagea pour s’installer au château de Stonyhurst (Hodder place) il y rejoint ses anciens collègues de Liège (novembre 1794). Lorsque la rumeur lui parvient que Pie VII avait approuvé – verbalement – l’existence de la Compagnie de Jésus en Russie il s’empresse d‘y demander son affiliation (mai 1803).  Le 13 novembre 1805 il fait sa profession solennelle religieuse à Stonyhurst.
Il y est immédiatement nommé maitre des novices et organise leur formation spirituelle et religieuse à Hodder place (Stonyhurst) (1803-1817). Cela lui donne une grande influence sur les nouveaux candidats à la Compagnie de Jésus. En 1817 il est nommé par Tadeusz Brzozowski, 'Provincial des jésuites' en Angleterre, tout en étant le recteur du collège de Stonyhurst (1817-1819). Il s’emploie alors avec énergie à  restaurer la Compagnie de Jésus, telle qu’il l’avait connue une quarantaine d’années auparavant. L’opposition est forte, non pas seulement en Angleterre chez ceux qui s’obstinent à refuser la présence des Jésuites, mais également à Rome, durant la captivité de Pie VII et après la chute de Napoléon, parmi ceux qui estiment sa manière de faire trop conservatrice. Il est parfois au bord du découragement.
Parmi les amis qui l’influencent et l’encouragent se trouvent l’ancien jésuite Mgr John Carroll, évêque de Baltimore (États-Unis), et John Milner, vicaire apostolique du district de Midland, en Angleterre.  
Outre ses initiatives pour la renaissance de la Compagnie de jésus en Angleterre Plowden, écrivain vigoureux et compétent, il est engagé dans la campagne publique et les débats qui préparent le Roman Catholic Relief Act de 1829. Plusieurs de ses publications tournent autour de ce thème. Sa franchise et son humilité lui gagnent des amis. 
Il ne sera pas témoin de ce rétablissement des catholiques dans leurs droits en Angleterre, en 1829. Charles Plowden meurt inopinément à Jougne, dans le Doubs (France) le 13 juin 1821, alors qu’il revient de Rome où il avait participé à la XXè Congrégation générale (1820) qui avait élu Luigi Fortis comme Supérieur général des Jésuites.

## Écrits
- Considerations on the Modern Opinion of the Fallibility of the Holy See in the Decision of Dogmatical Questions, Londres, 1790.
- Observations on the Oath Proposed to English Roman Catholics, Londres, 1791.
- An Answer to the Second Blue Book, Londres, 1791.
- A Letter to the Catholics of England, Londres, 1792.
- Remarks on the Writings of the Reverend Joseph Berington, Londres, 1792.
- Remarks on a Book Entitled Memoirs of Gregorio Panzani, Liège, 1794.
- A Letter from the Reverend Charles Plowden to C. Butler, W. Cruise, H. Clifford and W. Throckmorton, Esqrs, Londres, 1796.